# Ted Frend
Edward J. "Ted" Frend (Zuid-Londen, 2 november 1916 - Leatherhead, 6 september 2006) was een Brits motorcoureur die racete van de late jaren dertig tot halverwege de jaren vijftig.

## Jaren dertig
In 1932 werkte Ted Frend als leerling plaatwerker bij de vliegtuigfabriek Hawker Aircraft toen hij zijn eerste motorfiets, een 250cc-Dunelt, kocht. In 1936 ging hij bij General Aircraft Limited in Feltham werken. Toen kocht hij een Ariel Red Hunter om mee te gaan racen. Na een bezoek aan de Olympia Motorcycle Show van 1936 ruilde hij een Ariel Square Four in voor een 1.000cc-Vincent Rapide die hij kocht voor 138 Pond. Op latere leeftijd vond hij dit de beste motorfiets die hij ooit had gehad. In 1937 werd hij lid van de Streatham Motor Cycle Club en nam hij deel aan trialwedstrijden (later werd hij voorzitter van de club). In 1938 nam hij deel aan de South Eastern Centre Championship meeting in de ongelimiteerde klasse, die hij waarschijnlijk gewonnen had als zijn uitlaat niet stuk gegaan was. In 1939 rondde hij tijdens een wedstrijd over drie ronden het circuit van Brooklands met een gemiddelde rondetijd van 110 mijl per uur met een BSA Gold Star. Hij werd toen ook lid van de British Motor Cycle Racing Club. 

## Jaren veertig
Tijdens de oorlog diende hij in "Reserved Occupation". Dat was een regeling voor mensen wier beroep of bijzondere kennis té belangrijk was om ze de dienstplicht op te leggen. Hij werkte in plaats daarvan aan de ontwikkeling en de productie van vliegtuigonderdelen die veelal op zijn geliefde "Brooklands" werden gemaakt. Na de oorlog duurde het enkele jaren voordat er weer geracet werd met motorfietsen. Dat kwam onder andere omdat banden en geschikte benzine nog nauwelijks te krijgen waren. In 1947 vond de eerste naoorlogse Isle of Man TT plaats en Ted Frend werd met een Norton vierde in de 500cc Senior TT. AMC bood hem daarop een plaats aan in het fabrieksteam van AJS. Hij kwam niet alleen in wegraces uit, maar ook in grasbaanraces, heuvelklimwedstrijden, trials en "scrambles", de voorloper van enduro. In 1948 startte hij met AJS-motoren zowel in de Senior TT als de 350cc Junior TT, maar in beide klassen viel hij uit. In 1949 viel hij met de nieuwe AJS Porcupine uit in de Senior TT, maar met de AJS 7R werd hij achtste in de Junior TT. Hij startte ook in de Grand Prix van Zwitserland en de TT van Assen. Ook in die wedstrijden viel hij uit, maar zijn teamgenoot Leslie Graham werd in dat jaar wereldkampioen in de 500cc-klasse.

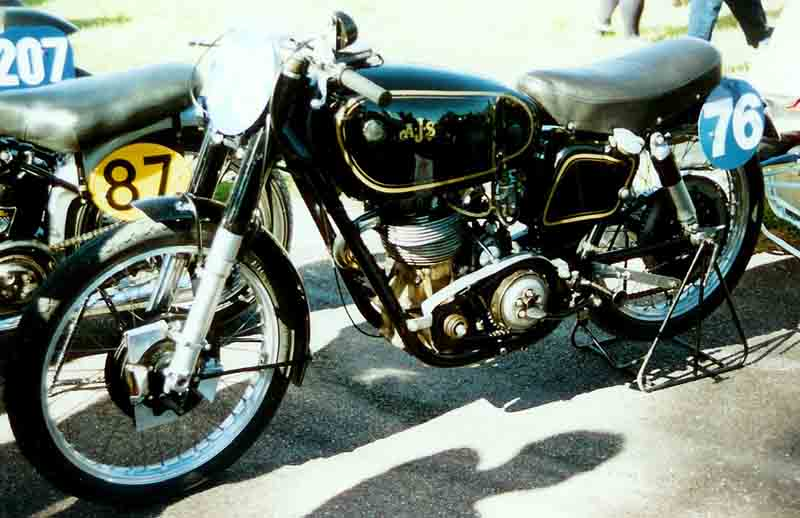
AJS 7R "Boy Racer"

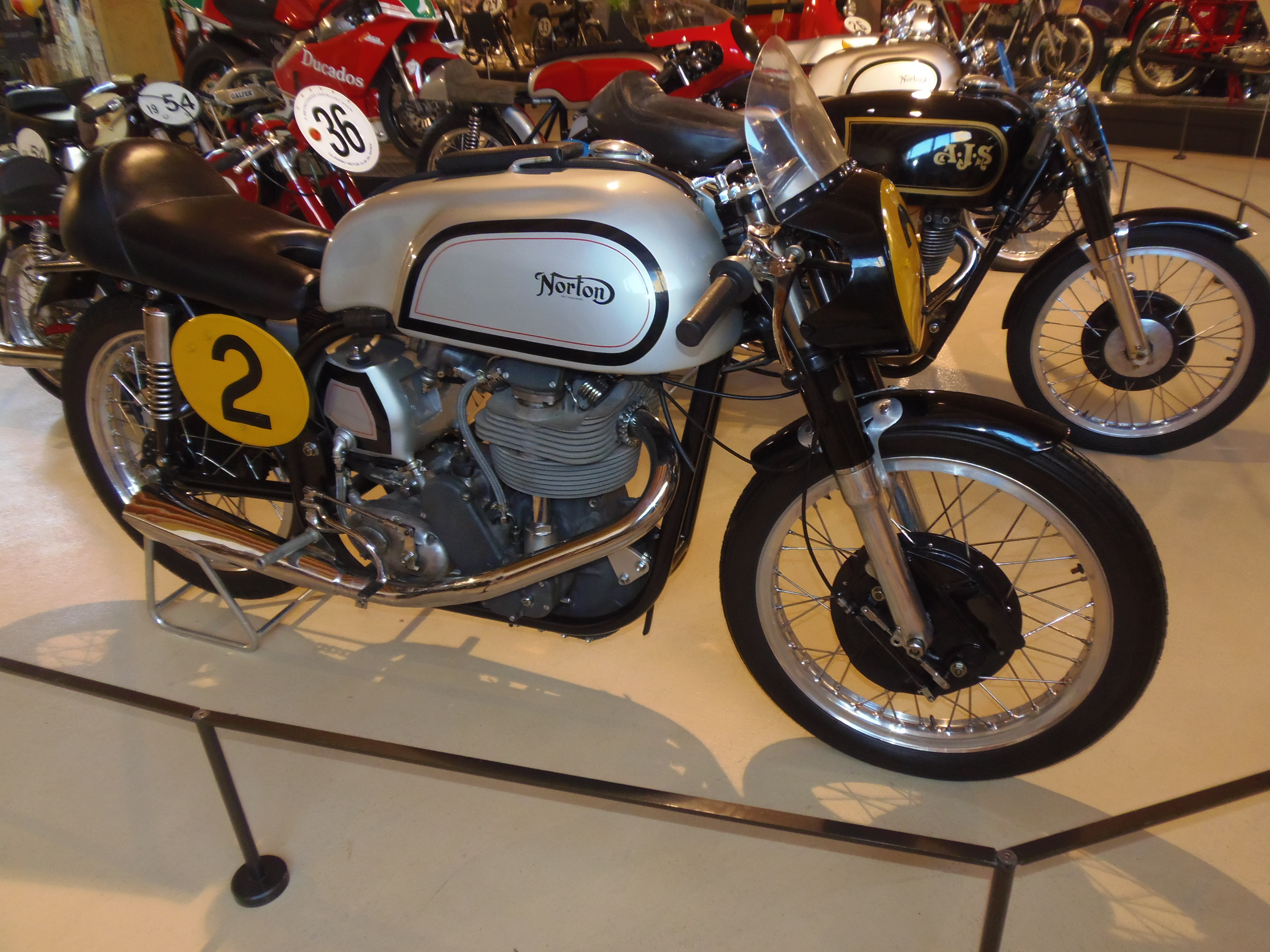
Norton 30M "Manx"

## Jaren vijftig
In 1950 werd hij vijftiende in de Senior- en vijfde in de Junior TT. Hij startte ook in alle andere 500cc-wedstrijden van het wereldkampioenschap. Bij de Grand Prix van België werd hij derde en bij de Nations Grand Prix werd hij elfde. In de Dutch TT, de Grand Prix van Zwitserland en de Ulster Grand Prix viel hij uit en hij werd uiteindelijk tiende in de eindstand. In de 350cc-klasse werd hij in België zevende, in de Dutch TT achtste, in Zwitserland vijfde, in Ulster viel hij uit en in de Nations Grand Prix werd hij achtste. In de eindstand was hij elfde.
Hij had een eigen bedrijf, Paramount Sheet Metal in Kingston, dat vliegtuig- en motorfietsonderdelen vervaardigde. Dat bedrijf was belangrijker voor hem dan racen, en toen het begon te groeien ging hij minder wedstrijden rijden. Waarschijnlijk was dat de reden dat hij pas in 1953 weer aan de start van de Senior TT verscheen, ditmaal met een Norton. Ted Frend werd in de Senior TT zevende. Het was zijn enige wedstrijd en hij bleef puntloos in het wereldkampioenschap. In 1954 kwam hij voor het laatst aan de start van de TT, maar in de Junior werd hij slechts zeventiende en in de Senior viel hij uit.
Na zijn racecarrière zette hij zijn zaak voort, maar hij was ook lid van de Brooklands Society, voorzitter van de Streatham & District Motor-cycle Club en lid van de West-Byfleet Golf Club en de Cobham Village Club. Hij reed zo lang hij kon motor, op het laatst een Honda CB 550. Toen hij zeventig jaar was haalde hij nog zijn vliegbrevet.
Ted Frend was getrouwd met Kathleen. Het huwelijk was kinderloos. 

## Trivia
In 1949 moest iedereen nog wennen aan het reglement van het gloednieuwe wereldkampioenschap wegrace. Dat was opgesteld in het Frans door de FIM. Het team van Gilera had het laten vertalen in het Italiaans, maar daar was iets misgegaan. Men wist wel dat de rijder van de snelste ronde een extra punt kreeg, maar miste de zinsnede "mits hij de finish haalt". Daardoor dacht men bij Gilera dat hun coureur Nello Pagani wereldkampioen was. In werkelijkheid was dat Les Graham omdat in twee wedstrijden de rijder van de snelste ronde uitgevallen was. In de Senior TT was dat Bob Foster en in de Grand Prix van Zwitserland was dat Ted Frend. Als hij de eindstreep had gehaald was zijn eigen teamgenoot Graham geen wereldkampioen geworden.

## Wereldkampioenschap wegrace resultaten
(Races in cursief geven de snelste ronde aan, punten (tussen haakjes) zijn inclusief streepresultaten)
| Jaar | Klasse | Team  | Motorfiets            | 1       | 2       | 3       | 4       | 5       | 6      | 7     | 8     | 9     | Punten | Plaats | Wereldkampioen                                 |
| ---- | ------ | ----- | --------------------- | ------- | ------- | ------- | ------- | ------- | ------ | ----- | ----- | ----- | ------ | ------ | ---------------------------------------------- |
| 1949 | 350 cc | AJS   | AJS 7R "Boy Racer"    | IOM 8   | ZWI -   | NED 6   | BEL -   | ULS -   |        |       |       |       | 0      | -      | Freddie Frith, Velocette KTT Mk VIII           |
| 1949 | 500 cc | AJS   | AJS E90 "Porcupine"   | IOM DNF | ZWI DNF | NED DNF | BEL -   | ULS -   | NAT -  |       |       |       | 0      | -      | Les Graham, AJS E90                            |
| 1950 | 350 cc | AJS   | AJS 7R "Boy Racer"    | IOM 5   | BEL -   | NED -   | ZWI 5   | ULS -   | NAT 8  |       |       |       | 4      | 11e    | Bob Foster, Velocette KTT Mk VIII              |
| 1950 | 500 cc | AJS   | AJS E90 "Porcupine"   | IOM 15  | BEL 3   | NED DNF | ZWI DNF | ULS DNF | NAT 11 |       |       |       | 4      | 10e    | Umberto Masetti, Gilera 500 4C                 |
| 1953 | 350 cc | Privé | AJS 7R "Boy Racer"    | IOM DNF | NED -   | BEL -   |         | FRA -   | ULS -  | ZWI - | NAT - |       | 0      | -      | Fergus Anderson, Moto Guzzi Monocilindrica 350 |
| 1953 | 500 cc | Privé | Norton 30M "Manx 500" | IOM 7   | NED -   | BEL -   | DUI -   | FRA -   | ULS -  | ZWI - | NAT - | SPA - | 0      | -      | Geoff Duke, Gilera 500 4C                      |
| 1954 | 350 cc | Privé | Norton 40M "Manx 350" | FRA -   | IOM 17  | ULS -   | BEL -   | NED -   | DUI -  | ZWI - | NAT - | SPA - | 0      | -      | Fergus Anderson, Moto Guzzi Monocilindrica 350 |
| 1954 | 500 cc | Privé | Norton 30M "Manx 500" | FRA -   | IOM DNF | ULS -   | BEL -   | NED -   | DUI -  | ZWI - | NAT - | SPA - | 0      | -      | Geoff Duke, Gilera 500 4C                      |

## Isle of Man TT resultaten
| Jaar | Klasse    | Team  | Motorfiets            | Plaats |                                       | Winnaar |
| ---- | --------- | ----- | --------------------- | ------ | ------------------------------------- | ------- |
| 1947 | Senior TT | Privé | Norton 30M "Manx 500" | 4e     | Harold Daniell, Norton 30M "Manx 500" |         |
| 1948 | Junior TT | AJS   | AJS 7R "Boy Racer"    | DNF    | Freddie Frith, Velocette KTT Mk VIII  |         |
| 1948 | Senior TT | AJS   | AJS E90 "Porcupine"   | DNF    | Artie Bell, Norton 30M "Manx 500"     |         |
| 1949 | Junior TT | AJS   | AJS 7R "Boy Racer"    | 8e     | Freddie Frith, Velocette KTT Mk VIII  |         |
| 1949 | Senior TT | AJS   | AJS E90 "Porcupine"   | DNF    | Harold Daniell, Norton 30M "Manx 500" |         |
| 1950 | Junior TT | AJS   | AJS 7R "Boy Racer"    | 5e     | Artie Bell, Norton 40M "Manx 350"     |         |
| 1950 | Senior TT | AJS   | AJS E90 "Porcupine"   | 15e    | Geoff Duke, Norton 30M "Manx 500"     |         |
| 1953 | Junior TT | Privé | AJS 7R "Boy Racer"    | DNF    | Ray Amm, Norton 40M "Manx 350"        |         |
| 1953 | Senior TT | Privé | Norton 40M "Manx 350" | 5e     | Ray Amm, Norton 30M "Manx 500"        |         |
| 1954 | Junior TT | Privé | Norton 40M "Manx 350" | 17e    | Rod Coleman, AJS 7R "Boy Racer"       |         |
| 1954 | Senior TT | Privé | Norton 30M "Manx 500" | DNF    | Ray Amm, Norton 30M "Manx 500"        |         |